# Szigethalom
Szigethalom là một thành phố thuộc hạt Pest, Hungary. Thành phố này có diện tích 9,12 km², dân số năm 2010 là 17050 người, mật độ 1870 người/km².